# Collegio uninominale Toscana - 08 (2017)
Il collegio elettorale uninominale Toscana - 08 è stato un collegio elettorale uninominale della Repubblica Italiana per l'elezione della Camera tra il 2017 ed il 2022.

## Territorio
Come previsto dalla legge elettorale italiana del 2017, il collegio era stato definito tramite decreto legislativo all'interno della circoscrizione Toscana.
Era formato dal territorio di 22 comuni: Aulla, Bagnone, Camaiore, Carrara, Casola in Lunigiana, Comano, Filattiera, Fivizzano, Forte dei Marmi, Fosdinovo, Licciana Nardi, Massa, Montignoso, Mulazzo, Pietrasanta, Podenzana, Pontremoli, Seravezza, Stazzema, Tresana, Villafranca in Lunigiana e Zeri.
Il collegio era quindi compreso tra la provincia di Massa-Carrara e la provincia di Lucca.
Il collegio era parte del collegio plurinominale Toscana - 01.

## Eletti
| Elezione | Elezione | Deputato          | Partito      |
| -------- | -------- | ----------------- | ------------ |
|          | 2018     | Deborah Bergamini | Forza Italia |

## Dati elettorali

### XVIII legislatura
Come previsto dalla legge elettorale, 232 deputati erano eletti con sistema a maggioranza relativa in altrettanti collegi uninominali a turno unico.
| Candidati              | Candidati                   | Voti    | %     | Liste                    | Voti    | %     |
| ---------------------- | --------------------------- | ------- | ----- | ------------------------ | ------- | ----- |
|                        | Deborah Bergamini ✔️ Eletto | 58 962  | 37,44 | Lega                     | 32 679  | 20,75 |
| Forza Italia           | Deborah Bergamini ✔️ Eletto | 58 962  | 37,44 | 20 139                   | 12,79   |       |
| Fratelli d'Italia      | Deborah Bergamini ✔️ Eletto | 58 962  | 37,44 | 5 453                    | 3,46    |       |
| Noi con l'Italia - UDC | Deborah Bergamini ✔️ Eletto | 58 962  | 37,44 | 691                      | 0,44    |       |
|                        | Adriano Simoncini           | 45 581  | 28,94 | Movimento 5 Stelle       | 45 581  | 28,94 |
|                        | Cosimo Ferri                | 40 097  | 25,46 | Partito Democratico      | 33 525  | 21,29 |
| +Europa                | Cosimo Ferri                | 40 097  | 25,46 | 3 279                    | 2,08    |       |
| Italia Europa Insieme  | Cosimo Ferri                | 40 097  | 25,46 | 2 603                    | 1,65    |       |
| Civica Popolare        | Cosimo Ferri                | 40 097  | 25,46 | 690                      | 0,44    |       |
|                        | Chiara Geloni               | 5 780   | 3,67  | Liberi e Uguali          | 5 780   | 3,67  |
|                        | Silvano Lazzini             | 3 086   | 1,96  | Potere al Popolo!        | 3 086   | 1,96  |
|                        | Marco Bondielli             | 1 559   | 0,99  | Partito Comunista        | 1 559   | 0,99  |
|                        | Andrea Massetani            | 1 253   | 0,80  | CasaPound                | 1 253   | 0,80  |
|                        | Stefano Sigali              | 616     | 0,39  | Il Popolo della Famiglia | 616     | 0,39  |
|                        | Leonardo Cabras             | 556     | 0,35  | Italia agli Italiani     | 556     | 0,35  |
| Totale                 | Totale                      | 157 490 | 100   |                          | 157 490 | 100   |
|                        |                             |         |       |                          |         |       |
| Voti non validi        | Voti non validi             | 4 983   | 3,07  |                          |         |       |
| Votanti                | Votanti                     | 162 473 | 73,13 |                          |         |       |
| Elettori               | Elettori                    | 222 173 |       |                          |         |       |